# Rafael Ninyoles
Rafael Lluís Ninyoles i Monllor, né à Valence en 1943 et mort le 25 octobre 2019 dans la même ville, est un sociolinguiste espagnol, considéré comme l'un des pères de la sociolinguistique catalane, aux côtés de Lluís Vicent Aracil, et l'un des principaux référents de la sociologie valencienne.

## Biographie
Rafael Ninyoles passe son baccalauréat chez les Jésuites, où il connaît Alfons Cucó, Eliseu Climent et Lluís Vicent Aracil.
Il obtient ensuite une licence en droit à l'université de Salamanque puis un doctorat en sociologie à l'université de Valence,.
Il voyage aux États-Unis en 1967.
Deux ans plus tard il publie Conflicte lingüístic valencià, ouvrage fondateur dans l'approche historique de la sociolinguistique valencienne,.
Il est par la suite professeur de sociologie à la Faculté de Sciences Économiques de Valence et travaille en tant qu'expert à la députation et à la Généralité valencienne.
Avec Aracil, ils s'attaquent à ce qu'ils estiment être le « mythe du bilinguisme » et introduisent le concept de diglossie pour définir la situation linguistique de la population valencienne.
Rafael Ninyoles collabore régulièrement dans la presse, dans des journaux et revues comme Serra d'Or, Gorg, Cuadernos para el Diálogo, Triunfo ou El País,.

## El País Valencià a l'eix mediterrani(1992)
En 1992, Ninyoles publie  El País Valencià a l'eix mediterrani (« Le Pays valencien sur l'axe méditerranéen »), qui marque le début d'un renouvellement du discours sur la question nationale valencienne. Il s’agit d’une interprétation du Pays valencien fondée sur l'analyse de données économiques, sociales et culturelles, qui rend vides de sens celles réalisées sans tenir compte des changements dans la structure matérielle et de la redéfinition des espaces économiques et culturels supérieurs dans lesquels la région s'inscrit,. Ninyoles met au centre des réflexions des facteurs tels que la construction européenne, la crise de l’État ou la confluence des structures sociales de la Catalogne et de la Communauté valencienne .  Cette thèse est développée au niveau théorique par le géographe Josep Vicent Boira au début des années 2000.  À la suite du livre de Ninyoles, apparaissent deux autres ouvrages exprimant la même insatisfaction à l'égard de ce qui avait été dit au cours de la décennie précédente : Un país possible (1994), d'Adolf Beltran et La utopia necessària (1994), de Toni Mollà (ca). Inspirés à la fois par les recherches de Ninyoles et par les contributions de Fuster, tous deux tentent d'adapter le message valencianiste aux facteurs introduits par la modernisation, la mondialisation et l'ère de l'information, et de s'éloigner des propositions essentialistes précédentes,. Le Pays valencien n’est ainsi plus décrit comme la société traditionnelle que certains évoquaient avec nostalgie. Au contraire, dans ces nouvelles descriptions il s'agit une société moderne, urbaine et très tertiarisée.

## Œuvres
- (ca) L'opinió pública (1968)
- (ca) Conflicte lingüístic valencià : Substitució lingüística i ideologies diglòssiques, Valence, Eliseu Climent, coll. « L'ham », 1985, 2e éd. (1re éd. 1969), 142 p. (ISBN 84-7502-121-2)
- (ca) Idioma i prejudici, Valence, 3i4, 1997, 3e éd. (1re éd. 1971), 240 p. (ISBN 84-7502-526-9)
- (es) Idioma y Poder Social, Madrid, Editorial tecnos, coll. « Ciencias Sociales / Sociología », 1972
- (es) Sociología del lenguaje (1974)
- (es) Estructura social y política lingüística, Valence, Fernando Torres Editor, 1975, 207 p. (ISBN 84-7366-033-1)
- (ca) Bases per a una política democràtica a l'Estat espanyol, Valence, Tres i Quatre/Eliseu Climent, 1976, 78 p. (ISBN 84-85211-14-6)
- (es) Cuatro idiomas para un estado (1977)
- (es) Madre España (1979)
- (ca) El País Valencià a l'eix mediterrani (1992)
- (ca) Informe sociològic de les comarques centrals valencianes (1996)
- (ca) Sociologia de la ciutat de València (1996)